# Dracontia
Dracontia é um género botânico pertencente à família das orquídeas (Orchidaceae).

## Etimologia
Do grego drakon, dragão, em referência à aparência feroz de suas flores.

## Sinônimos
Pleurothallis subgen. Dracontia Luer.

## Histórico
O gênero Dracontia foi proposto por Carlyle August Luer em 2004 quando elevou o subgênero homônimo de Pleurothallis, proposto por ele mesmo em 1986, à categoria de gênero. A Dracontia tuerckheimii é sua espécie tipo.

## Distribuição
América Central e Caribe.

## Descrição
Apresentam ramicaule bem desenvolvido, com uma bainha tubular aproximadamente à sua meia altura e duas ou três outras mais próximas da base, encimados por annulus pouco visível. A inflorescência brota de espata existente no ápice do ramicaule, é racemosa com flores simultâneas ou sucessivas, de sépalas laterais concrescidas quase até o ápice e pétalas de extremides arredondadas. O labelo é espesso com lobos laterais basais alados eretos. A columa é curta e dentada na extremidade, em regra projetando-se além da capa da antera.

## Filogenia
A filogenia parece situar este gênero nas proximidades de 'Stelis, com à qual, alguns taxonomistas acreditam, Dracontia deveria ser unida, embora esta proposta não seja consenso.

## Espécies
1. Dracontia carnosilabia (A.H.Heller & A.D.Hawkes) Luer, Monogr. Syst. Bot. Missouri Bot. Gard. 95: 257 (2004).
2. Dracontia cobanensis (Schltr.) Luer, Monogr. Syst. Bot. Missouri Bot. Gard. 95: 257 (2004).
3. Dracontia conochila (Luer) Luer, Monogr. Syst. Bot. Missouri Bot. Gard. 95: 257 (2004).
4. Dracontia dracontea (Luer) Luer, Monogr. Syst. Bot. Missouri Bot. Gard. 95: 257 (2004).
5. Dracontia fortunae (Luer & Dressler) Luer, Monogr. Syst. Bot. Missouri Bot. Gard. 95: 257 (2004).
6. Dracontia grandis (Rolfe) Luer, Monogr. Syst. Bot. Missouri Bot. Gard. 95: 257 (2004).
7. Dracontia ingramii (Luer) Luer, Monogr. Syst. Bot. Missouri Bot. Gard. 95: 257 (2004).
8. Dracontia macrantha (L.O.Williams) Luer, Monogr. Syst. Bot. Missouri Bot. Gard. 95: 257 (2004).
9. Dracontia oblongifolia (Lindl.) Luer, Monogr. Syst. Bot. Missouri Bot. Gard. 95: 257 (2004).
10. Dracontia pachyglossa (Lindl.) Luer, Monogr. Syst. Bot. Missouri Bot. Gard. 95: 257 (2004).
11. Dracontia papillifera (Rolfe) Luer, Monogr. Syst. Bot. Missouri Bot. Gard. 95: 257 (2004).
12. Dracontia perennis (Luer) Luer, Monogr. Syst. Bot. Missouri Bot. Gard. 95: 257 (2004).
13. Dracontia powellii (Schltr.) Luer, Monogr. Syst. Bot. Missouri Bot. Gard. 95: 257 (2004).
14. Dracontia ramonensis (Schltr.) Luer, Monogr. Syst. Bot. Missouri Bot. Gard. 95: 257 (2004).
15. Dracontia thymochila (Luer) Luer, Monogr. Syst. Bot. Missouri Bot. Gard. 95: 257 (2004).
16. Dracontia tintinnabula (Luer) Luer, Monogr. Syst. Bot. Missouri Bot. Gard. 95: 257 (2004).
17. Dracontia tuerckheimii (Schltr.) Luer, Monogr. Syst. Bot. Missouri Bot. Gard. 95: 257 (2004).